# Massif de Badaia

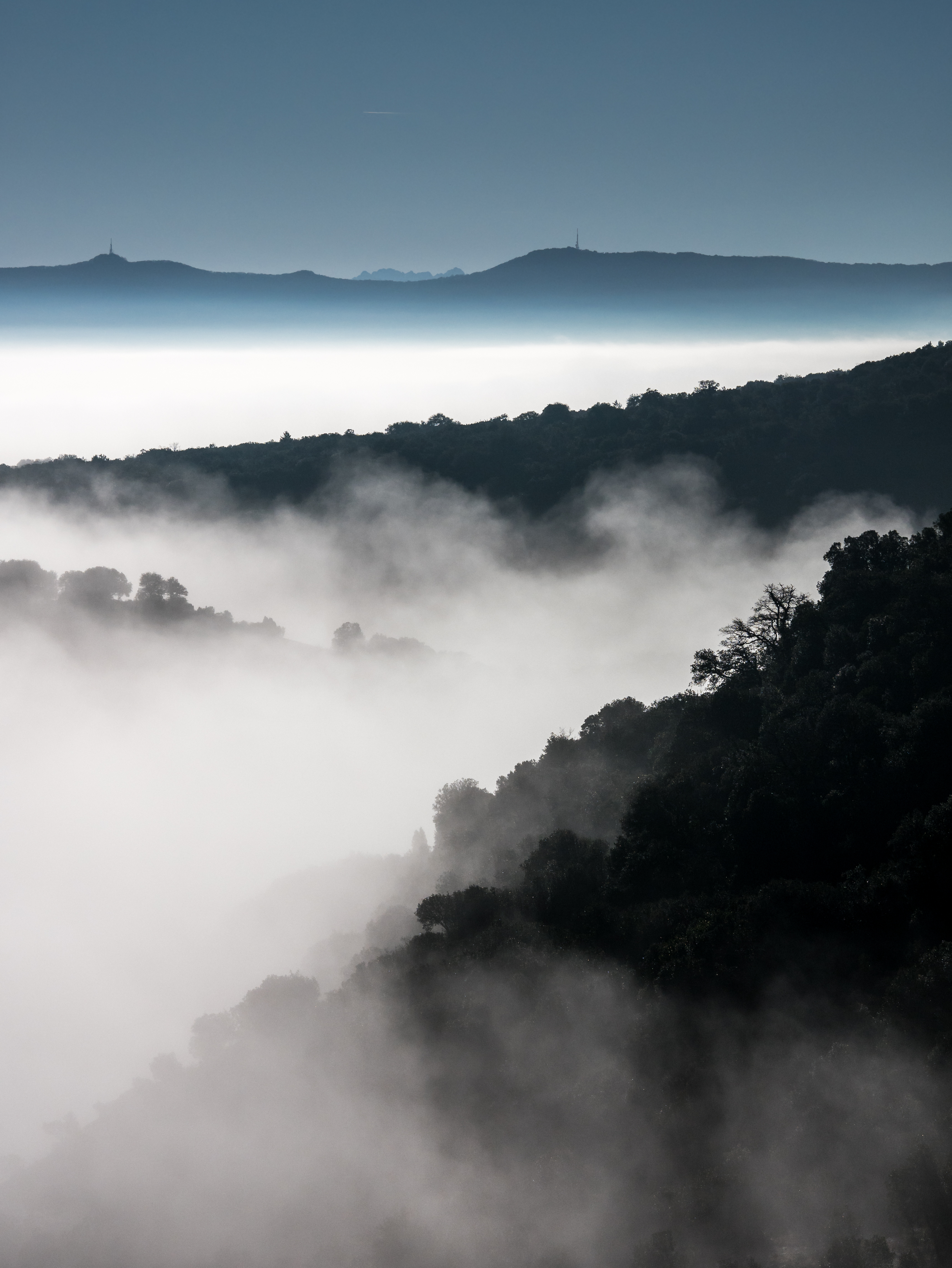
Vue du massif de Badaia avec les vallées dans le brouillard. À l'horizon les montagnes de Vitoria-Gasteiz et la cordillère Cantabrique.

Le massif de Badaia est situé dans la province de l'Alava, dans les Montagnes basques.

## Sommets
- Oteros, 1 036 m 42° 50′ 46″ nord, 2° 51′ 38″ ouest
- Lorritxo, 1 024 m 42° 51′ 17″ nord, 2° 51′ 10″ ouest
- Pititurri, 1 016 m 42° 51′ 46″ nord, 2° 52′ 17″ ouest
- Alto Concha, 999 m 42° 50′ 30″ nord, 2° 52′ 20″ ouest
- Ganalto, 898 m 42° 54′ 49″ nord, 2° 50′ 28″ ouest
- Olazar, 883 m 42° 54′ 39″ nord, 2° 48′ 09″ ouest
- Pikatxo, 865 m 42° 53′ 20″ nord, 2° 52′ 50″ ouest
- Peña de La Malapasada, 759 m 42° 55′ 12″ nord, 2° 51′ 21″ ouest
- Mendizabal, 759 m 42° 55′ 14″ nord, 2° 52′ 45″ ouest
- Peña Arrikoaran, 739 m 42° 55′ 18″ nord, 2° 51′ 37″ ouest
- Nikosarri, 691 m 42° 55′ 52″ nord, 2° 51′ 38″ ouest
- Mendigurengana, 597 m 42° 52′ 04″ nord, 2° 47′ 52″ ouest
- Arkiz, 568 m 42° 50′ 39″ nord, 2° 47′ 44″ ouest
- Zorrokina, 756 m 42° 55′ 23″ nord, 2° 52′ 41″ ouest